# (35528) 1998 FC69
1998 FC69 (asteroide 35528) é um asteroide da cintura principal. Possui uma excentricidade de 0.13814530 e uma inclinação de 3.16813º.
Este asteroide foi descoberto no dia 20 de março de 1998 por LINEAR em Socorro.